# Vizegrafschaft Brosse

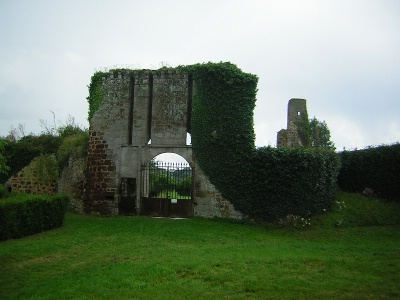
Ruine der Burg Brosse

Die Vizegrafschaft Brosse war ein  mittelalterliches Lehen im heutigen französischen Département Indre. Zentrum der Vizegrafschaft war die Burg Brosse in der Gemeinde Chaillac.

## Geschichte
Die Vizegrafschaft wurde im 12. Jahrhundert von der Familie der Vizegrafen von Limoges geerbt und anschließend an eine jüngere Linie der Familie weitergegeben. Anfang des 14. Jahrhunderts ging die Vizegrafschaft erneut durch Erbschaft an die Familie Chauvigny. Knapp zwei Jahrhunderte später starb die Familie Chauvigny mit André III. aus. Der Besitz wurde daraufhin geteilt: Durch Vertrag vom 5. Mai 1519 erhielt Hardouin de Maillé, Vetter Andrés, u. a. zwei Drittel der Vizegrafschaft Brosse, Louise de Bourbon, die Witwe Andrés, u. a. ein Drittel. 1546 gelangt die Vizegrafschaft Brosse ganz an das Haus Bourbon.

## Vizegrafen von Brosse
- Adémar, Vicomte de Brosse
  - Rothilde, dessen Tochter; ⚭ Géraud, 963/88 Vicomte de Limoges (Haus Limoges)

### Haus Limoges und Haus Brosse
- - Gui I., † 1025, 970/86, Vicomte de Limoges, deren Sohn ⚭ Emma, Vicomtesse de Ségur, Tochter von Adémar, Vicomte de Ségur
  - Adémar I., 989/1036 bezeugt, Vicomte de Limoges et de Ségur, dessen Sohn ⚭ Senegundis (d’Aunay, Tochter von Vicomte Cadelon VI.)
  - Bernard I. de Brosse, dessen Sohn (Haus Brosse)
- Géraud IV., † vor 1154, Erbe der Vizegrafschaft Brosse, dessen Sohn
- Bernard II., 1154 Vicomte de Brosse, um 1167 Vicomte de Bridiers, dessen Sohn
- Bernard III., Vicomte de Brosse
  - dessen Tochter Aénor ⚭ Gaucelin V. de Pierre-Buffière
  - dessen Sohn (wohl Bernard IV.) ⚭ I Almodis d’Angoulême, Tochter von Guillaume VI. Taillefer, Graf von Angoulême (Haus Taillefer); ⚭ II Agathe de Preuilly, Tochter von Pierre II.
- Géraud V., Vicomte de Brosse, dessen Sohn
- Hugues I., † wohl 1274, Vicomte de Brosse, dessen Sohn
- Hugues II., 1256 Vicomte de Brosse, dessen Sohn
- Pierre, † vor 1303 Vicomte de Brosse, dessen Sohn
- Jeanne, 1348 bezeugt, dessen Tochter; ⚭ André II. de Chauvigny, Seigneur de Châteauroux, Vicomte de Brosse, † wohl 1358

### Haus Chauvigny
- André II. de Chauvigny, † wohl 1358, Seigneur de Châteauroux, Vicomte de Brosse
- André de Chauvigny, um 1348 Vicomte de Brosse, X 1356, deren Sohn ⚭ Alix d’Harcourt
- Guy I. de Chauvigny, 1356 Vicomte de Brosse, † wohl 1360, dessen Bruder ⚭ Blanche de Brosse, Dame de Cési
- Guy II. de Chauvigny, Vicomte de Brosse, † 1422, deren Sohn ⚭ I Jeanne de Beaufort ⚭ II Antoinette de Cousan
- Guy III. de Chauvigny, Vicomte de Brosse, † 1483, dessen Sohn aus zweiter Ehe ⚭ Catherine de Montfort dite de Laval (Haus Montfort-Laval)
- François de Chauvigny, 1457 Vicomte de Brosse, † 1491, deren Sohn, ⚭ Jeanne de Laval, genannt de Retz, Dame de Retz et de La Suze, Nichte von Gilles de Rais.
- André III. de Chauvigny, Vicomte de Brosse, 1498 Comte de Châteauroux, † 1503 ⚭ I Anne d’Orléans-Longueville, Tochter von François I. d’Orléans, Comte de Longueville; ⚭ II Louise de Bourbon, 1539 Herzogin von Montpensier, † 1561